# Blainville, Québec
Blainville är en stad (kommun av typen ville) i provinsen Québec i Kanada. Den ligger i regionen Laurentides, i den sydöstra delen av landet, 150 km öster om huvudstaden Ottawa.